# New & Lingwood
New & Lingwood är en engelsk herrekipering på Jermyn Street i London. De är Etons skräddare och även välkända för sina skodon. De tillverkar fortfarande sina skjortor i England med äkta pärlemorknappar enligt gammal tradition.